# Latinskoamerické integrační sdružení

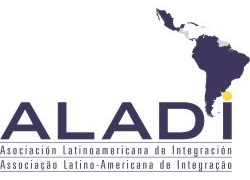
logo společenství

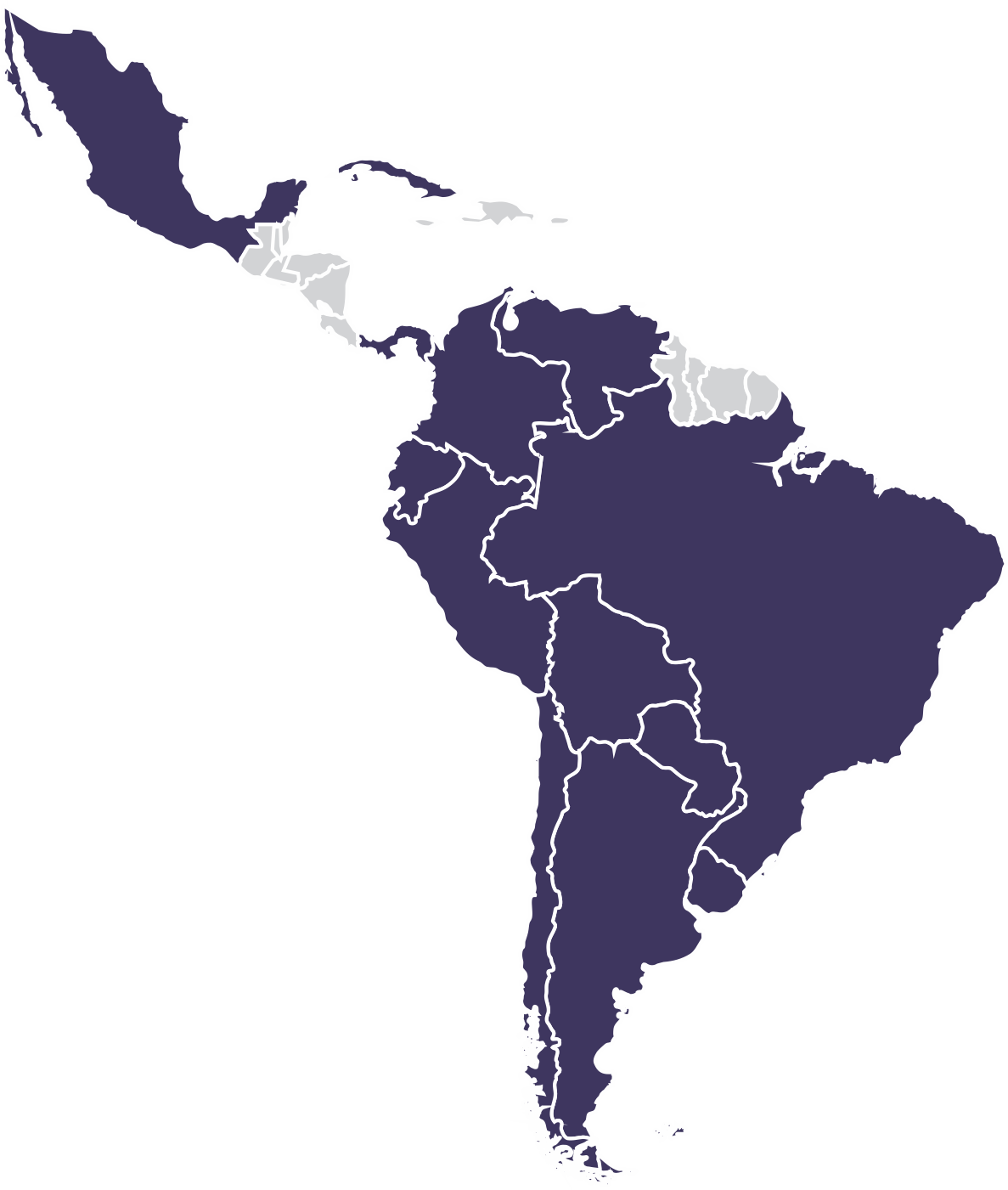
zúčastněné státy ALADI

Latinskoamerické integrační sdružení (španělsky Asociación Latinoamericana de Integración, zkratka ALADI) je mezinárodní organizací působící v regionu Latinské Ameriky. Založena byla 12. srpna 1980 podepsáním smlouvy v Montevideu jako náhrada za do té doby fungující Latinskoamerického společenství volného obchodu. V červenci 2013 měla tato organizace 13 členských států, přičemž jakýkoli další latinskoamerický stát může požádat o přistoupení.
Organizace se primárně věnuje ekonomickým aspektům mezistátní spolupráce zúčastněných států. Klade si za cíle podporovat vzájemný obchod a ekonomicko-sociální rozvoj regionu. Jedním z dlouhodobých cílů je vytvoření společného trhu zapojených zemí.

## Členské státy
V červenci 2013 mělo společenství 13 členů. Středoamerická Nikaragua byla právě v procesu plného začlení do organizace jako čtrnáctý člen.
- Argentina
- Bolívie
- Brazílie
- Chile
- Ekvádor
- Kolumbie
- Kuba
- Mexiko
- Panama
- Paraguay
- Peru
- Uruguay
- Venezuela